# Zinkocen
Zinkocen oder nach IUPAC-Nomenklatur Bis(cyclopentadienyl)zink(II), ist eine metallorganische Verbindung  aus der Familie der Metallocene.

## Geschichte
Zinkocen wurde zuerst 1969 in der Arbeitsgruppe von Ernst Otto Fischer hergestellt und als farbloser, diamagnetischer Feststoff beschrieben.

## Gewinnung und Darstellung
Zinkocen wird durch Reaktion von wasserfreiem Zink(II)-chlorid mit Cyclopentadienylnatrium, in Diethylether als Lösungsmittel, hergestellt:
{\displaystyle \mathrm {ZnCl_{2}\ +\ 2\ Na(C_{5}H_{5})\ {\xrightarrow[{Diethylether}]{}}\ Zn(C_{5}H_{5})_{2}\ +\ 2\ NaCl} }

## Eigenschaften
Aufgrund seines salzartigen Charakters ist Zinkocen in organischen Lösungsmitteln, wie Benzol, Petrolether oder Methylenchlorid unlöslich, während es sich mit Diethylether extrahieren lässt. Es sublimiert in Hochvakuum unter teilweiser Zersetzung bei 100–130 °C und sintert unter Dunkelfärbung bei 190–200 °C. Es ist extrem luftempfindlich und hydrolysiert sofort in wässrigen Medien.
Während Ernst Otto Fischer aufgrund des IR-Spektrums zunächst eine Sandwichstruktur wie in Magnesocen annahm, konnte 1984 durch Röntgenstrukturanalyse nachgewiesen werden, dass es in einer Kettenstruktur polymerisiert, in welcher abwechselnd Cyclopentadienylringe und Zinkatome miteinander verknüpft sind und an jedem Zinkatom ein zusätzlicher terminaler Cyclopentadienylring gebunden ist. Jeder der drei Cyclopentadienylringe ist dabei η2-koordiniert. Wenn die Cyclopentadienylringe weitere Substituenten enthalten, können monomere Komplexe synthetisiert werden. Bis(pentamethylcyclopentadienyl)Zink ZnCp*2 hat in der Gasphase eine η1,η5-Koordination, welche der slipped-Sandwich-Struktur des Beryllocens entspricht. In Lösung zeigt es dagegen nur ein 1H-NMR-Signal, was eine schnelle Fluktuation zwischen η1- und η5-Koordinierung der beiden Cp*-Ringe bedeutet. 2003 konnten Arne Haaland u. a. zeigen, dass Zinkocen ZnCp2 in der Gasphase ebenfalls eine η1,η5-slipped-Sandwich-Struktur besitzt.